# Goudriaan (schip, 1720)
De Goudriaan (of Goudriaen) was een schip van de Vereenigde Oostindische Compagnie uit de 18e eeuw dat werd gebouwd in opdracht van de Kamer van Delft.
Op 8 maart 1719 werd tijdens de voorjaarsvergadering van de Heren XVII besloten om zeven schepen te bouwen. Op diezelfde vergadering kregen de schepen ook hun naam: de Bleijenburg, Midloo, Ravenstein, Nieuwvliet, Goudriaan, Valkenbos en de Magdalena.
Het schip was een hekboot, een soort fluitschip (fluytschip, fluyt), een lang type zeilschip met drie masten, maar langer dan een fluitschip en voor- en achteraan breed met een kleine platte maar hoge spiegel om meer vracht te kunnen vervoeren. De hekboot is een soort mengvorm met als onderschip de kenmerken van een fluit en de bovenbouw de kenmerken van een pinas. Het werd hoofdzakelijk gebruikt om vracht te vervoeren. 
Het schip werd in 1719 gebouwd op de VOC-werf in Delfshaven en had een lengte van 130 voet en een laadvermogen van 630 ton.

## Reisgegevens
Op 17 april 1720 maakte het schip zijn eerste reis onder schipper Michel Ruis, van Goeree via Kaap de Goede Hoop naar Batavia waar het op 21 januari 1721 arriveerde. Het schip maakte van 1722 tot 1732 nog 10 reizen tussen Bavaria en Goeree of Texel.
Op 6 februari 1737 vertrok het schip in Batavia maar verging op 21 mei 1737 tijdens een storm aan Kaap de Goede Hoop. Enkel de schipper Jurriaan Zeeman en enkele bemanningsleden konden gered worden.
Aagtekerke · Akerendam · Amsterdam · Arnhem · Batavia · Bleijenburg · Concordia · De Dry Heuvels · De Dry Papegaijtiens · Dromedaris · Duyfken · Eendracht · Eendraght · Fortuyn · Geldermalsen · Gouden Buys · Goudriaan · 't Gulden Zeepaert · Halve Maen · Hof van Zeelandt · Hollandia · Landskroon · Leeuwin · Magdalena · Mauritius · Meermin · Midloo · Negotie · Nieuw Hoorn · Nieuwvliet · Nijenburg · Oude Zijpe (1711) · Oude Zijpe (1740) · Prins Willem · Rarop · Ravenstein · Ridderschap van Holland · Saerdam · Schiedam · Valkenbos · Vergulde Draeck · 't Vliegend Hert · Voetboog · Wapen van Amsterdam · 't Wapen van Hoorn · Westerbeek · Wimmenum · Zuytdorp · Zeewijk